# کله دین
کله دین، روستایی در دهستان کله گان بخش کله گان شهرستان گلشن در استان سیستان و بلوچستان ایران است. این روستا، مرکز دهستان کله گان است.

## جمعیت
بر پایه سرشماری عمومی نفوس و مسکن در سال ۱۳۹۵، جمعیت این روستا برابر با ۴۱۶ نفر (۱۲۴ خانوار) بوده‌است.